# Клем L.25
Клем L.25 је немачки једномоторни, двоседи, нискокрилни авион, који се користио као спортски и авион за почетну обуку пилота, између два светска рата и за време Другог светског рата.

## Пројектовање и развој
Када 1926. године др. Ханс Клем оснива властито предузеће за производњу авиона Klemm Leichtflugzeugbau GmbH, на основу његових идеја и смерница инж. Роберт Лусер конструише авион L.25. Био је то једномоторни двоседи нискокрилац са конзолним самоносећим крилом потпуно дрвене конструкције са фиксним стајним трапом и мотором Daimler F 7502 снаге 22 KS. Авион је први пут полетео 1928. године.

## Технички опис
Авион је био нисококрилни једнокрилац са једним мотором, дрвеном двокраком елисом, са два члана посаде. Авион је био најчешће опремљен ваздухом хлађеним линијски мотор Hirth HM 60 R снаге 80 KS. Авион је дрвене конструкције, конструкција трупа је решеткаста дрвена конструкција, неправилног правоугаоног попречног пресека обложена дрвеном лепенком. Носећа конструкција крила је од дрвета са две рамењаче предњи део крила је био обложен шпером, а остатак платном. Стајни трап је био фиксан потпуно направљен од металних профила са високо притисним гумама.

### Варијанте авиона Клем L.25
- L 25 a: - авиони направљени 1927-1929, са мотором Mercedes F 7502 снаге 22 KS.
- L 25 I до IW: - направљени 1928—1929, са радијалним мотором Salmson AD 9 снаге 40-45 KS.
- L 25 b: - произведени 1931, са мотором Mercedes F 7502 снаге 22 KS.
- L 25 b VII: - произведени 1931, са мотором Hirth HM 60 снаге 60 KS.
- L 25 d II: - произведени 1933, са мотором Siemens Sh 13 a снаге 88 KS.
- L 25 d VII R: - највише произвођена варијанта од 1934-35 са мотором Hirth HM 60 R снаге 80 KS.

## Земље које су користиле авион Клем L.25
| - Боливија - Румунија - Мађарска - Перу - Јужна Африка - Краљевина Југославија | - Нацистичка Немачка - Уједињено Краљевство - Сједињене Америчке Државе - Шпанија - Швајцарска |

## Оперативно коришћење
Произведено је преко 600 примерака авиона Клем L.25 свих типова. Ови авиони су извезени у око десетак земаља и углавном су коришћени за почетну обуку пилота.

### Авион Клем L.25 у Југославији
У октобру месецу 1929. године, загребачки предузетник господин Вид Кршловић купио је један спортски авион двосед, нискокрилац дрвене конструкције типа Клем L.25 I, са мотором Salmson AD 9. Кршловић је набавио овај авион у намери да отвори школу за обуку пилота и обављања авио такси превоза.
Авион је пре прелета у земљу имао немачке регистрационе ознаке D-1714. По доласку у Краљевину Срба, Хрвата и Словенаца авион је 30. октобра 1929. године регистрован домаћим ознакама UN-AVI. У периоду до 1933. године овај авион је носио и ознаке UN-PAD, да би на крају 1933. године при пререгистрацији добио ознаку YU-PAD.